# أيل كالاميان
أيل كالاميان (الاسم العلمي: Hyelaphus calamianensis) أو خنزير كالاميان (الاسم العلمي: Axis calamianensis) نوع من الأيائل متوطن في جزر كالاميان من مقاطعة بالاوان في الفلبين.

## اقرأ كذلك
- قائمة مزدوجات الأصابع حسب العدد